# Comtat de Carcassona

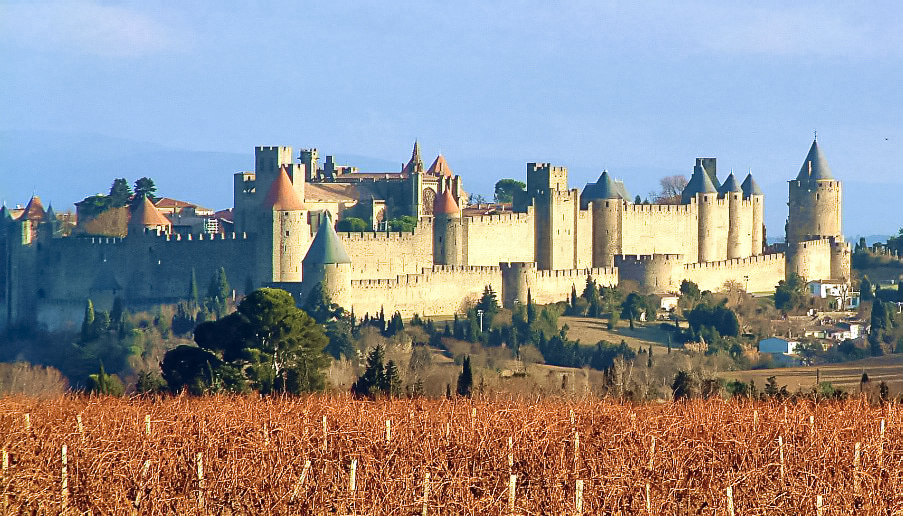
Ciutat fortificada de Carcassona

El comtat de Carcassona fou una jurisdicció feudal d'Occitània amb centre a la ciutat de Carcassona. Fou probablement ja comtat durant el període de govern dels visigots a Septimània i va passar als carolingis el 752, però no es coneix cap comte anterior a Bel·ló, avantpassat de la casa comtal de Barcelona.

## Primera dinastia
Bel·ló, probablement un magnat del Conflent lleial als carolingis, fou el pare de Sunifred I i avi de Guifré el Pelós, i pare també de Sunyer I de Rosselló i d'Empúries. Va morir cap al 810 i el va succeir el seu fill gran Guiscafré que va morir sense fills i el comtat va recaure en el seu germà Oliba I que es va casar amb Elmetruda i Riquilda i va deixar tres fills: Oliba II, Sunifred (abat de la Grassa) i Acfred I.
El 837 el comtat va ser assignat a Bernat de Septimània, comte de Tolosa i va seguir unit a aquesta jurisdicció fins, almenys, el 844, any en què Argila, fill de Berà de Barcelona, fou restituït en els seus honors de Conflent i el Rasès; no se sap si va governar també Carcassona encara que alguns pensen que és molt possible que ho fes; Guillem, fill de Bernat de Septimània, no va anar mai al comtat. Argila, en tot cas, va morir el 845 o, com a màxim, en començar el 846, i el seu fill i successor fou Berà II, que és mencionat com a comte en una carta datada el febrer del 846 però que potser només governava Rasès.
Cap al 850, el seu fill i successor Miró Eutili va veure confiscats els seus comtats per haver participar en una rebel·lió contra Carles el Calb, segurament la rebel·lió de Pipí II d'Aquitània (849), i Carcassona va passar a formar part dels dominis de Frèdol de Tolosa, mort el 852, i després de Ramon I de Tolosa, mort cap al 863. En aquesta data es va proclamar comte Humfrid de Barcelona marqués de Septimània.
Del 864 al 865 el comtat va restar sense govern. El 865 el rei va assignar el comtat, amb el Rasès, a Oliba II, que va deixar el Rasès al seu germà Acfred, que si bé en fou destituït temporalment el 872 per passar a Bernat II de Tolosa, va recuperar els dominis després d'assassinar Bernat, i d'acord amb el nou comte Bernat Plantapilosa.
Oliba II va morir cap al 877 i va ser succeït pel seu germà Acfred, casat amb Adelinda de Tolosa-Alvèrnia, i que va ser el tutor dels seus nebots. Mort aquest el 906 va deixar tres fills: Guillem i Acfred, ducs d'Aquitània i comtes d'Alvèrnia, i Bernat. La successió va recaure en Benció I, fill d'Oliba II, que va morir el 908 sense fills i el va succeir el seu germà Acfred II, que probablement fins aquell moment governava Rasès, i que va morir el 934 sense fills. La seva hereva fou Arsenda, filla del seu cosí Acfred I d'Aquitània, casada amb Arnau I comte de Comenge, iniciant-se la línia Comenge-Carcassona. El seu fill Roger I va rebre el comtat de Carcassona i altres membres de la família van governar a Comenge, Rasès i Aura.

## Dinastia Comenge-Carcassona
Roger I, anomenat el vell, es va casar amb Adelaida de Gavaldà, vídua de Roger I co-comte de Comenge (germà d'Arnau I). Va lluitar amb Oliba Cabreta de Cerdanya (amb Fenolleda, Capcir i Donasà que havien pertanyut al Rasès fins cap al 872) i Besalú, que li va disputar el Rasès, conquerint-li el Perapertusès del sud mentre el del nord, anomenat llavors Termenès, va romandre en mans de Roger. Va morir cap al 1012, havent tingut tres fills els quals van governar o portar el títol: Ramon I, Bernat I i Pere I, del qual la seva filla Ermessenda fou la muller de Ramon Borrell de Barcelona.
Ramon va obrir la línia Besiers-Carcassona. Bernat I fou comte en part de Comenge i senyor de Foix i va morir cap al 1036 iniciant la dinastia carcassonesa de Bigorra pel matrimoni amb la comtessa Garsenda, i formà part de la dinastia de comtes de Foix. Pere I, tot i portar el títol, es va dedicar a la vida eclesiàstica i fou bisbe de Girona (1010-1050)

## Dinastia Besiers-Carcassona
Ramon I es va casar amb Garsenda, vescomtessa de Besiers i d'Agde, i a la seva mort es va unir la seva part hereditària del comtat de Carcassona amb el vescomtat de la seva muller. Va morir el 1010, abans que el seu pare i el 1012, a Carcassona, el va succeir el seu fill Guillem, mort el 1034 i associat al seu germà Pere II.
El fill de Guillem, Ramon II, fou comte de Carcassona associat amb els seus germans Pere III i Bernat II, i va heretar els dominis de Garsenda de Besiers i Agde i també el comtat de Rasès (cap al 1066), comtat que havia tingut un breu període de separació amb una branca dinàstica; va morir el 1068 sense fills.
La successió de Ramon II va recaure en les filles de Pere II, germà de Guillem I, casat amb Ramgarda de la Marca, mort el 1059, ja que l'únic fill mascle d'aquest, Roger III, havia mort el 1067; l'herència doncs corresponia a les seves germanes úniques representants del llinatge: 
- Ermengarda, casada amb Ramon Bernat I Trencavell vescomte de Nimes i d'Albi
- Adelaida, casada amb Guillem Ramon I comte de Cerdanya
- Garsenda, casada amb Ramon II vescomte de Narbona.

El comte de Barcelona Ramon Berenguer I va comprar els comtats a les hereves i fou comte de Carcassona i Rasès i vescomte de Besiers i Agde. El seu fill Ramon Berenguer II fou també comte i vescomte fins a la seva mort el 1082

## Dinastia Trencavell, vescomtat de Carcassona
El 1082 Bernat Ató, al·legant els drets de la seva mare (que els havia venut) va reclamar els comtats i vescomtats i se'n va apoderar. Els Trencavell varen ser senyors de fet dels dominis però amb el títol de vescomtes. Ermengarda va morir el 1101 i el seu fill Bernat Ató I (IV de Nimes i d'Albi) fou proclamat formalment vescomte de Carcassona, Rasès, Besiers i Agde. Barcelona va defensar els seus drets repetidament.
El 1107 Ramon Berenguer III es va apoderar de la ciutat de Carcassona. El 1129 o 1130 va morir Bernat Ató i els seus fills Bernat IV i Roger IV el van succeir el primer a Nimes i Agde i el segon a Carcassona, Rasès, Besiers i Albi. Roger va morir sense fills el 1150 i el seu germà Ramon Trencavell I va governar els estats fins al 1167. Després de set guerres (1096, 1107, 1112, 1120, 1124, 1150 i 1157) Ramon Trencavell I va reconèixer el 1157 la sobirania de Barcelona, reconeixement confirmat el 1167.
El fill de Ramon Trencavell I, Roger V (III de Besiers), fou vescomte fins al 1194, associat amb el seu germà Ramon Trencavell II, i després ho va ser el seu fill Ramon Roger I fins al 1209 en què fou desposseït i empresonat per Simó de Montfort; Ramon Roger va morir poc després en captiveri, potser emmetzinat. El seu parent Bernat Ató IV de Nimes i Agde, també va perdre els seus dominis el 1214 davant de Simó de Montfort.
El 1224 el fill de Ramon Roger I, Ramon Trencavell III, després d'alguns intents fallits, va recuperar els estats del pare, però els va perdre el 1227; va tornar-los a recuperar parcialment el 1240 però finalment el 1247 va cedir els seus drets al rei de França a canvi d'una pensió.

## Llista de comtes de Carcassona

### Primera dinastia
- 790-810: Bel·ló
- 810-821: Guisclafred, fill de l'anterior
- 821-837: Oliba I, germà de l'anterior
- 837-844: Bernat de Septimània, comte de Barcelona
- 844-845: Àrgila de Rasès (no se sap si va governar també Carcassona encara que alguns pensen que és molt possible que ho fes)
- 845-850: Berà II, comte de Rasès
- 850: Miró Eutili
- 850-852: Frèdol de Tolosa
- 852-863: Ramon de Tolosa
- 863-864: Unifred de Gòtia, comte de Barcelona
- 864-865: vacant
- 865-872: Oliba II, fill d'Oliba I, primer període
- 872: Bernat de Tolosa
- 872-877: Oliba II, segon període
- 877-906: Acfred I, germà d'Oliba II
- 906-908: Benció, fill d'Oliba II
- 908-934: Acfred II, germà de l'anterior
- 934: Arsenda de Carcassona, casada amb Arnau I de Comenge

### Dinastia Comenge-Carcassona
- 934-957: Arnau I de Comenge, espòs de l'anterior
- 957-1012: Roger I el Vell, fill de l'anterior
- : associat ?-1010: Ramon I, fill de l'anterior
- : associat ?-1010: Pere I, germà de l'anterior
- 1012-1034: Guillem I, net de l'anterior
- : associat 1012-1034: Pere II, germà de l'anterior, primer període
- 1034-1068: Roger III, fill de l'anterior
- : associat 1034-1059: Pere II, segon període
- : associat 1034-?: Pere III
- : associat 1034-?: Bernat II
- 1068-1069: Garsenda, Ermengarda i Adelaida, filles de Pere II

### Casal de Barcelona
el 1069 el comte de Barcelona compra els drets sobre el comtat de Carcassona 
- 1069-1076: Ramon Berenguer I, comte de Barcelona,
- 1076-1082: Ramon Berenguer II, comte de Barcelona

creació del vescomtat de Carcassona i Rasès des del 1082